# Dibrugarh
Dibrugarh (asamski ডিব্ৰুগড়) – miasto w północno-wschodnich Indiach, nad rzeką Brahmaputrą, w stanie Asam. W 2001 r. miasto to zamieszkiwało 122 523 mieszkańców.
W mieście służył polski salezjanin, misjonarz Leon Piasecki.
W Dibrugarh rozwinął się przemysł spożywczy, metalowy oraz drzewny. W tym mieście znajduje się ważny w regionie ośrodek handlowo-usługowy.